# Aracha
El Aracha es un tipo de té verde producido en Japón. A diferencia de la mayoría de los demás tés, el Aracha se produce usando la hoja entera de la planta de té, lo que le da un color verde oscuro y un sabor fuerte.